# Jesper Fredberg
Jesper Fredberg est un entraîneur et administrateur de football professionnel de nationalité danoise. Il est né le 11 mai 1981 à Aarhus, au Danemark.

## Biographie
Jesper Fredberg commence sa carrière dans le club de l'AGF Aarhus en tant que joueur professionnel à l'âge de 15 ans, mais la grande percée n'arrive jamais. Il rejoint l'armée danoise pour deux ans en 2002. Après il est agent de police pour six ans. Entre-temps il fait des études de licence UEFA Pro comme entraîneur de football.
Il est l'un des plus jeunes entraîneurs professionnels du football danois. Il travaille comme entraîneur, mais également comme directeur sportif et détecteur de talents. Il quitte son pays très jeune pour l'étranger.
De 1998-2004, il entraîne les équipes de jeunes au TST Football aux États-Unis. Il occupe ensuite ce même poste au Danemark, de 2005 à 2007 au Brabrand IF, puis de  2007 à 2009 à l'AGF Århus, et enfin de  2010 à 2013 au Brøndby IF.
De 2013 à 2014, il prend en charge l'équipe professionnelle d'AGF Århus, avant de rejoindre en 2014 la Fédération danoise de football. En 2016, il se voit confier le poste de sélectionneur de l'équipe nationale danoise espoirs.
En parallèle, de 2016 à 2018  il occupe un poste de directeur technique de l'Académie de l'Athletic Club Omónia de Nicosie à Chypre, occupant un temps le poste d'entraîneur, remplaçant en mars le Bulgare Ivaylo Petev pour un bilan personnel d'une victoire en huit rencontres.
Depuis 2018, il est chef des entraîneur et directeur technique de l'académie du Panathinaïkos en Grèce.
En mai 2019, il est nommé Directeur sportif du club danois de Viborg FF.
Dès 2022 jusqu'à 2024 il est Directeur sportif du club belge de RSC Anderlecht.

## Vie personnelle
Jesper Fredberg a servi dans la Garde Royale Danoise en qualité de sergent ; il possède également le grade de policier professionnel.
Jesper Fredberg parle couramment le danois, l'anglais, l'allemand, le suédois et le grec.

## Diplômes et titres
- Licence UEFA Pro d'entraîneur de football professionnel délivré par la FIFA
- MBA en Economie de l'École supérieure de commerce de Aarhus dit Aarhus Business school
- MBA en Management de l'École supérieure de commerce de Aarhus dit Aarhus Business school
- Sergent dans la Garde Royale Danoise